# Barrancabermeja
Barrancabermeja là một khu tự quản thuộc tỉnh Santander, Colombia. Thủ phủ của khu tự quản Barrancabermeja đóng tại Barrancabermeja Khu tự quản Barrancabermeja có diện tích 1274 ki lô mét vuông. Đến thời điểm ngày 28 tháng 5 năm 2005, khu tự quản Barrancabermeja có dân số 157433 người.